# كريس سورينسن
كريس سورينسن (بالدنماركية: Chris Sørensen)‏ (27 يوليو 1977 براندرس في الدنمارك - ) هو لاعب كرة قدم دانمركي في مركز الظهير. شارك مع منتخب الدنمارك لكرة القدم. أما مع النوادي، فقد لعب مع نادي أودنسه ونادي راندرس ونادي فايله ونادي فينديياسيل ‏ وRanders Sportsklub Freja ‏.

## وصلات خارجية
- كريس سورينسن على موقع قاعدة بيانات كرة القدم.إي يو (الإنجليزية)
- كريس سورينسن على موقع ناشيونال فوتبول تيمز (الإنجليزية)
- كريس سورينسن على موقع Soccerway.com (الإنجليزية)